# Эллардис, Дэвид
Дэвид «Дэйв» Эллардис (англ. David "Dave" Allardice; род. 11 февраля 1975) — британский шорт-трекист шотландского происхождения, двукратный призёр чемпионата Европы по шорт-треку 1998 и 2001 года. Участник зимних Олимпийских игр 1998 и 2002 года.

## Спортивная карьера
Дэвид Эллардис родился в городе Пейсли, Шотландия. Тренировался на базе клуба «National Ice Skating Association of U. K. (Limited)» в Ноттингеме. Имеет двойное гражданство — Великобритании и Канады.
Первая медаль в его карьере была получена во время чемпионата Европы по шорт-треку 1998 года в венгерском городе — Будапешт. Команда британских шорт-трекистов в мужской эстафете на 5000 м с результатом 7:09.168 заняла первое место, обогнав при этом соперников из Италии (7:11.402 — 2-е место) и Нидерландов (7:18.727 — 3-е место).
Последними в его карьере стали зимние Олимпийские игры 2002 года, что проходили в американском городе — Солт-Лейк-Сити. Эллардис был заявлен для выступления в забеге на 500 м . Во время забега четвёртой группы I-го раунда квалификационного забега на 500 м с результатом 42.980 он финишировал третьим и прекратил дальнейшую борьбу за медали. В общем итоге он занял 19-е место.